# Кочхон (станция метро)
Станция «Кочхон» (кор. 고촌역 Кочхоннёк) — эстакадная станция Пусанского метро на Четвёртой линии; одна из пяти эстакадных станций на Четвёртой линии. Она представлена одной островной платформой. Станция обслуживается Пусанской транспортной корпорацией. Расположена в квартале (ри̠) Кочхон-ри района (мён) Cheolma-myeon (518-5 Gochon-ri, Cheolma-myeon) уезда (гу) Киджан города Пусан (Республика Корея). На станции установлены платформенные раздвижные двери.
Станция была открыта 30 марта 2011 года.
Открытие станции было совмещено с открытием всей Четвёртой линии, длиной 10,8 км, и еще 13 станций.